# Мухсин Кадивар
Мухсин Кадивар (родился 7 июня 1959) — иранский философ, университетский лектор, учёный и общественный деятель.

## Биография
После получения первичного и среднего образования в Ширазе, в 1977 году Мухсин Кадивар был принят на электронное проектирование в Ширазский университет. В течение этого времени, Кадивар становится политически активным и в мае 1978 подвергается аресту, из-за своих политических убеждений. В 1980 он переключил основное внимание на религиозное образование и в том же году начал посещение Ширазской семинарии. Год спустя он переезжает в Кум, с целью продолжить свои исследования фикха и философии на более высоком уровне. В Куме он учился у известных богословов, среди которых был великий аятолла Хосейн-Али Монтазери.
В 1997 году Кадивар окончил своё обучение, достигнув уровня иджтихада. В 1999 он получил степень доктора философии в области исламской философии и теологии в Университете Тарбиат Модарес (Тегеран).
Кадивар начал свою карьеру преподавателям фикха и исламской философии в Кумской семинарии. Позже он стал преподавать исламскую философию и теологию в Университете Имам Садик, Университете Муфид и Университете Шахид Бехешти. В настоящее время, он член факультета философии Университета Тарбиат Модарес.
Кадивар много писал для иранских журналов и существует более ста статей, подписанных его именем. Он написал двенадцать книг, включая «Теорию государства в шиитской юриспруденции», которая переведена на арабский язык. Он также является влиятельным критиком системы «Исламской республики», господствующей в Иране. По этой причине в 1999 году он был арестован и приговорён к восемнадцати месяцам тюрьмы. Специальный духовный суд обвинил Кадивара в распространении ложной информации о «священной системе Исламской Республики» в Иране и помощи врагам исламской революции». Он был освобождён 17 июля 2000 года. В настоящее время Кадивар является активным участником различных реформаторских движений Ирана.